# Malaltia trofoblàstica gestacional
La malaltia trofoblàstica gestacional (MTG) és un terme utilitzat per a un grup de tumors relacionats amb l'embaràs. Aquests tumors són rars, i apareixen quan les cèl·lules de l'úter comencen a proliferar sense control. Les cèl·lules que formen tumors trofoblásticos gestacionals es denominen trofoblasts i provenen de teixits que creixen per formar la placenta durant l'embaràs.
Hi ha diversos tipus diferents de MTG. Les moles hidatidiformes són benignes en la majoria dels casos, però de vegades poden esdevenir mols invasores o, en casos excepcionals, en el coriocarcinoma, que probablement s'estendrà ràpidament, però que és molt sensible a la quimioteràpia i té un molt bon pronòstic. Els trofoblasts gestacionals són de particular interès per als biòlegs cel·lulars, perquè, com el càncer, aquestes cèl·lules envaeixen el teixit (l'úter), però a diferència del càncer, de vegades "saben" quan parar.
El MTG pot simular l'embaràs, ja que l'úter pot contenir teixit fetal, encara que sigui anormal. Aquest teixit pot créixer a la mateixa velocitat que en un embaràs normal i produeix gonadotrofina coriònica, una hormona que es mesura per controlar el benestar fetal.
Tot i que el MTG afecta sobretot a dones en edat fèrtil, rares vegades es pot produir en dones postmenopàusiques.